# Cratere Vivero
Vivero  è un cratere sulla superficie di Marte.